# Halmstadsortens mejeriförening
Halmstadsortens mejeriförening var en svensk mejeriförening för Halmstad med omnejd.

## Historik
Föreningen bildades under 1931. Då fanns det runt tolv mejerier i Halmstad med omnejd: Rönnebjergs, Fammarps, Västra, Östra, Halmstads kooperativa smör- & mejeriförening, Trönninge, Fyllinge, Skedala, Holm, Tönnersjö, Fegen, Skedala och Porsabygget.
Den 26 januari 1931 hölls ett möte med Halmstads mejerister och andra intressenter på Teatersalongen där man bestämde sig för att verka för en centralförening, varefter tecknande av andelar fortskred. Den 17 juni 1931 antogs föreningens stadgar. Målet var att etablera ett centralmejeri. Stadens privatmejerier ingick inte i föreningen, men köptes ut mot att de lade ner verksamheten. Disponent Georg Eisen som lett arbetet med bildandet av föreningen utsågs i augusti 1931 till föreningens direktör.
Det Rönnebjergska mejeriet i norra Halmstad hyrdes på tio år och byggdes upp till centralmejeri under 1931. Det togs i bruk den 1 januari 1932. Inom föreningen fanns ytterligare mejerier Fyllinge och Trönninge men de ställdes huvudsakligen om till smörproduktion när centralmejeriet togs i bruk. Holms mejeri hade inledningsvis stått utanför centralföreningen men anslöt 1932. Under 1932 började föreningen även tillverka ost och anslöts till Västsvenska mejeriernas centralförbund (VMC). Eisen lämnade föreningen vid utgången av 1932.
Ett nytt mejeri diskuterades i flera år och börjades byggas den 15 juni 1941. Byggnaden var väsentligen färdig i maj 1942. I början av oktober 1942 togs det nya mejeriet i bruk. Huvudentreprenör för bygget var Skånska Cementgjuteriet och maskinerna levererades av Wara Kopparslageri. Mejerierna i Holm, Trönninge och Fyllinge lades ner i samband med detta varefter föreningen bara hade en anläggning.
Föreningen började 1945 fusionera med andra andelsmejerier, vars verksamheter sedan avvecklades. Undantaget var fusionen med Vallberga andelsmejeriförening 1946 som gjordes explicit för att satsa på ett nytt och större mejeri för området. Det nya mejeriet började byggas under 1947 och togs i bruk den 10 augusti 1949. Vallbergamejeriet fokuserade på smör och ostar. År 1953 introducerade man den nya ostsorten Ambrosia som snart började säljas utanför mejeriföreningens område.
År 1957 tog föreningen över Kvibille Mejeri från ostmakaren Marius Boel. Kvibille var då Hallands enda kvarvarande privatmejeri. Affären presenterades under 1956 och genomfördes den 1 januari 1957.
Under tidigt 1960-tal bestämdes att Hallands mejeriföreningar skulle gå samman i länsföreningen Hallandsmejerier. Halmstadsortens mejeriförening röstade för fusionen i maj 1960. Man hade då anläggningar i Halmstad, Vallberga och Kvibille och länsföreningen planerade driva vidare dessa långsiktigt.
Verksamheten uppgick sedermera i Arla Foods som fortfarande drev mejeriet i Kvibille år 2025. På övriga orter där Halmstadsortens mejeriförening funnits hade man dock lagt ner. Vallberga mejeri lades ner 1991. Nedläggningen av Halmstads mejeri meddelades i juni 2001.

## Fusioner
Från 1945 började föreningen fusionera med mindre mejerier i närheten:
- Tjärby mejeriförening, 1 oktober 1945. Det lokala mejeriet lades ner nästan omedelbart.[24]
- Vallberga andelsmejeriförening, 1946
- Köpinge mejeriförening, 1955
- Getinge mejeriförening, 1956. Mejeriet lades ner.[25]
- Torups mejeriförening, 1957. Mejeriet lades ner.[26]
- Oskarströms andelsmejeri, 1957. Föreningen uppgick den 1 april 1957. Mejeriet hölls igång i väntan på utbyggnad av Kvibille mejeri, men lades ner den 1 oktober 1957.[27]
- Simlångsdalen, 1957.
- Harplinge mejeriförening, 1959.